# Dietersberg (Egloffstein)
Dietersberg ist ein Gemeindeteil des Marktes Egloffstein im Landkreis Forchheim (Oberfranken, Bayern).

## Geografie
Der im Südwesten der Wiesentalb gelegene Weiler befindet sich etwa einen halben Kilometer südwestlich des Ortszentrums von Egloffstein auf 456 m ü. NHN. Dietersberg liegt am nordöstlichen Rand eines zur Nördlichen Frankenalb gehörenden Hochplateaus, das im Nordosten von der Trubach und im Südwesten vom Oberlauf der Schwabach begrenzt wird.

## Geschichte
Bis zum Beginn des 19. Jahrhunderts unterstand Dietersberg der Herrschaft reichsunmittelbarer Adeliger, die sich in dem zum Fränkischen Ritterkreis gehörenden Ritterkanton Gebürg organisiert hatten. Der Ort bildete einen Teil des Rittergutes Egloffstein im Besitz der Freiherrn von Egloffstein. Diesen stand die Vogtei über die Ortschaft zu, zudem übten sie die Dorf- und Gemeindeherrschaft aus. Die Hochgerichtsbarkeit war umstritten, diese wurde zum einen von dem zum Fürstentum Bayreuth gehörenden Vogteiamt Thuisbrunn als Fraischamt beansprucht und zum anderen von dem zum Hochstift Bamberg gehörenden Amt Ebermannstadt als Centamt. Als die reichsritterschaftlichen Territorien in der Fränkischen Schweiz 1805 mediatisiert wurden, wurde der Weiler unter Bruch der Reichsverfassung vom Kurfürstentum Pfalz-Baiern annektiert. Mit dieser Übernahme wurde Dietersberg ein Teil der beider „napoleonischen Flurbereinigung“ in Besitz genommenen neubayerischen Gebiete, was im Juli 1806 mit der Rheinischen Bundesakte nachträglich legalisiert wurde.
Durch die Verwaltungsreformen zu Beginn des 19. Jahrhunderts im Königreich Bayern wurde Dietersberg mit dem Zweiten Gemeindeedikt im Jahr 1818 ein Teil der Ruralgemeinde Egloffstein. Im Jahr 1987 zählte Dietersberg 16 Einwohner.

## Verkehr
Eine Gemeindeverbindungsstraße, die etwa einen Kilometer westsüdwestlich des Ortes von der Kreisstraße FO 32 abzweigt und am nördlichen Ortsrand des Weilers endet. bindet an das öffentliche Straßennetz an. Das einen halben Kilometer entfernte Ortszentrum von Egloffstein ist von Dietersberg aus über zwei stark abschüssige. nicht befestigte Fußwege erreichbar.

## Ossi-Bühler-Hütte
Am südlichen Ortsende des Weilers befindet sich die nach dem Nürnberger Bergsteiger und Buchautoren Oskar Bühler benannte Ossi-Bühler-Hütte, eine Selbstversorgerhütte, die normalerweise nur Mitgliedern der Alpenvereinssektion Nürnberg zur Nutzung überlassen wird.

## Baudenkmäler

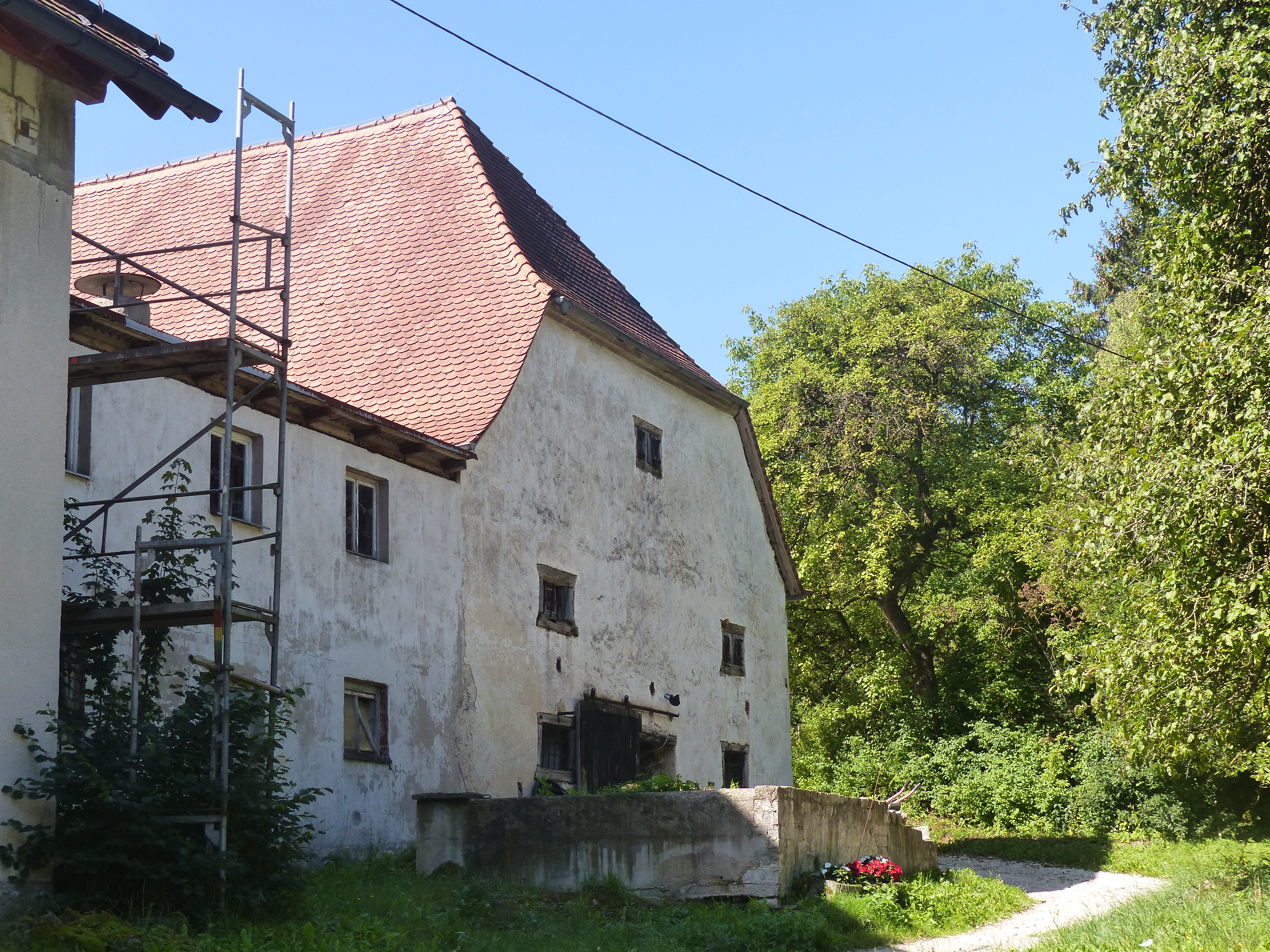
Der gegen Ende des 18. Jahrhunderts errichtete Zehntstadel von Dietersberg

In Dietersberg gibt es zwei denkmalgeschützte Objekte, einen  Zehntstadel im nordöstlichen Ortsbereich und die Ruine der ehemaligen Pfarrkirche Heilige Drei Könige ein wenig außerorts.